# Evippa projecta
Evippa projecta är en spindelart som beskrevs av Mark Alderweireldt 1991. Evippa projecta ingår i släktet Evippa och familjen vargspindlar.
Artens utbredningsområde är Kenya. Inga underarter finns listade i Catalogue of Life.